# Mason (Mondkrater)
Mason repräsentiert die Überreste eines  stark erodierten Einschlagkraters am Südufer des Lacus Mortis im nordöstlichen Quadranten des Erdmondes. Er schließt sich eng an den östlichen Rand des überfluteten Kraters Plana an. Im Nordwesten liegt der Krater Bürg und im Süden breitet sich der Lacus Somniorum aus.
Die Umrisse des stark abgetragenen Kraters Mason ist unregelmäßig und in Ost-West-Richtung langgezogen. Der Kraterrand stellt einen unebenen Ring aus zerfallenen Hügelketten dar, die in das raue Gelände im Süden und Osten übergehen. Canyons oder Täler durchbrechen den Westrand und reichen bis zum östlichen Rand des Kraters Plana. Das Kraterinnere ist durch basaltische Lava überflutet und daher relativ eben und strukturlos, bis auf den Nebenkrater Mason A im nordwestlichen Bereich. Die Entstehungszeit fällt in die nektarische Periode.
| Buchstabe | Position           | Durchmesser | Link |
| --------- | ------------------ | ----------- | ---- |
| A         | 42,9° N, 30,11° O  | 5 km        |      |
| B         | 41,83° N, 29,63° O | 10 km       |      |
| C         | 42,88° N, 33,85° O | 12 km       |      |

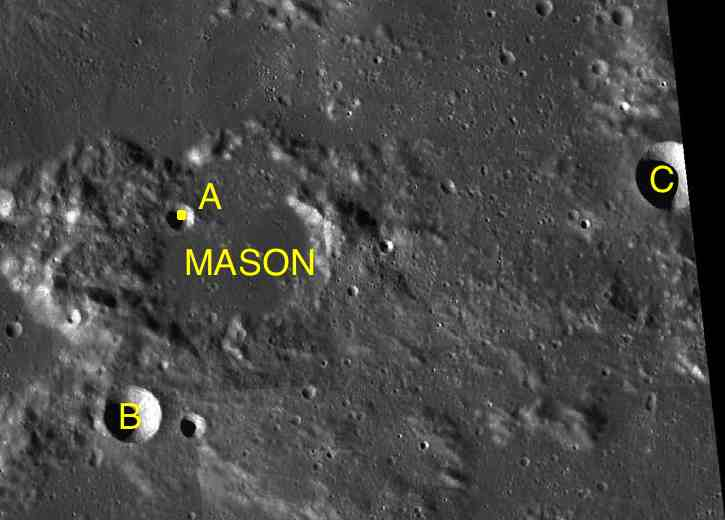
Mason mit seinen Nebenkratern

Der Krater wurde 1935 von der IAU nach dem britischen Astronomen Charles Mason offiziell benannt.